# Niezależny ruch artystyczny
Niezależny ruch artystyczny – zjawisko w polskiej sztuce współczesnej polegające na wspólnotowym działaniu środowisk artystycznych w latach 70. i 80. XX wieku niezależne od ówczesnej polityki kulturalnej PRL.

## Historia
Wydarzenia polityczne a także religijne i kulturowe, które miały miejsce w latach 70 i 80. w Polsce stworzyły unikalną sferę wartości, która rozprzestrzeniła się wśród wielu środowisk społecznych. Polityka kulturalną, jaką prowadziły ówczesne uczelnie, galerie, muzea, czasopisma artystyczne i ośrodki partyjne, została odrzucona. Ruch był precedensem masowych i bezinteresownych inicjatyw opartych na postawach twórczych artystów różnych od dotychczasowych i uwikłanych politycznie środowisk. Ruch niezależny stanowił ujście dla dotychczas ukrywanej sztuki opartej na potrzebach szeroko rozumianej wolności.
Wraz z nastaniem stanu wojennego sztuka najnowsza związana z ruchem przeniosła się do mieszkań prywatnych, które przerodziły się w prywatne galerie. Mimo że te działania wynikały wyraźnie z niezgody na panujący system władzy, prezentowana sztuka nie miała przeważnie wydźwięku politycznego. Rzadko kiedy stawała się komentarzem dla rzeczywistości politycznej, ponieważ ruch wynikał z potrzeb poszukiwań twórczych innych niż te nieaktualne, ale aprobowane przez politykę PRL. Niezależni artyści związani z ruchem zrobili więcej dla rozwoju sztuki współczesnej w Polsce niż wszystkie państwowe instytucje zajmujące się w tym czasie kulturą. Dzięki tym działaniom sztuka nowoczesna znalazła na powrót swoich odbiorców.
Po 1981 roku, mimo większego nacisku na wolność wypowiedzi artystycznej niż na wydźwięk polityczny, ruch obejmował bojkot instytucji państwowych działających w obszarze kultury. Jedyną galerią wyłączoną z tego grona była Galeria Labirynt pod kierownictwem Andrzeja Mroczka.
Szczególnym zjawiskiem niezależnego ruchu była Kultura Zrzuty związana głównie z osobami Józefa Robakowskiego, Tomasza Snopkiewicza, Jacka Kryszkowskiego oraz grupą Łódź Kaliska.

## Ludzie i miejsca sztuki

### Artyści
Dobrosław Bagiński, Janusz Bałdyga, Jerzy Bereś, Andrzej Bereziański, Piotr Bikont, Gerhard Jürgen Blum-Kwiatkowski, Anna Bohdziewicz, Włodzimierz Borowski, Wojciech Bruszewski, Teresa Bujnowska, Jan Chwałczyk, Andrzej Ciesielski, Ted Ciesielski, Wojciech Czajkowski, Witosław Czerwonka, Lech Członowski, Andrzej Dłużniewski, Jan Dobkowski, Stanisław Dróżdż, Andrzej Dudek-Dürer, Jerzy Fedorowicz, Wanda Gołkowska, Jerzy Góra, Marek Grygiel, Jerzy Grzegorski, Aleksander Honory, Małgorzata Iwanowska, Marek Janiak, Andrzej Jórczak, Elżbieta Kalinowska, Jerzy Kałucki, Władysław Kaźmierczak, Grzegorz Klaman, Adam Klimczak, Grzegorz Kolasiński, Tomasz Konart, Kazimierz Kowalczyk, Jarosław Kozłowski, Barbara Kozłowska, Grzegorz Królikiewicz, Edward Krasiński, Jacek Kryszkowski, Wojciech Krzywobłocki, Michael Kurzwelly, Krystyna Kutyna, Paweł Kwaśniewski, Zdzisław Kwiatkowski, Paweł Kwiek, Przemysław Kwiek, Zofia Kulik, Andrzej Lachowicz, Iwona Lemke, Jerzy Lewczyński, Natalia LL, Edward Łazikowski, Andrzej Łobodziński, Marek Łopata, Łódź Kaliska, Jan Martini, Andrzej Matuszewski, Antoni Mikołajczyk, Andrzej Mitan, Lech Mrozek, Teresa Murak, Anna Nawrot, Irena Nawrot, Fredo Ojda, Jerzy Onuch, Andrzej Partum, Ewa Partum, Zdzisław Pacholski, Adam Paczkowski, Andrzej Pawłowski, Tadeusz Piechura, Andrzej Pierzgalski, Maria Pinińska-Bereś, Anna Płotnicka, Ludmiła Popiel, Tadeusz Porada, Małgorzata Potocka, Leszek Przyjemski, Józef Robakowski, Wacław Ropiecki, Andrzej Różycki, Zofia Rydet, Zygmunt Rytka, Tomas Samosionek, Tomasz Sikorski, Andrzej Słowik, Mikołaj Smoczyński, Tomasz Snopkiewicz, Adam Sobota, Kajetan Sosnowski, Radosław Sowiak, Cezary Staniszewski, Wojciech Stefanik, Maciej Szańkowski, Janusz Szczucki, Andrzej Szewczyk, Wojciech Sztukowski, Jan Świdziński, Jerzy Treliński, Jerzy Truszkowski, Zbigniew Warpechowski, Marian Warzecha, Ryszard Waśko, Ryszard Winiarski, Anastazy B. Wiśniewski, Stanisław Wolski, Krzysztof Zarębski, Ewa Zarzycka.

### Teoretycy sztuki
Janusz Bogucki, Leszek Brogowski, Jerzy Busza, Grzegorz Dziamski, Andrzej Kostołowski, Ewa Kowalska, Jerzy Ludwiński, Stefan Morawski, Andrzej Mroczek, Anda Rottenberg, Jerzy Ryba, Janusz Zagrodzki.

### Miejsca i instytucje
Archiwum Myśli Współczesnej, Art-Forum, Biuro Poezji, Galeria 80 × 140, Galeria A-4, Galeria Adres, Galeria Czyszczenie Dywanów, Mała Galeria ZPAF, Galeria Dziekanka, Galeria Labirynt, Galeria na Ostrowie, Permafo, Galeria Na Plebanii, Galeria przy Piwnej, Galeria Ślad, Galeria u Zochy, Galeria Wschodnia, Galeria Wymiany, Nawa św. Krzysztofa, Sieć (alternatywny obieg kultury), Punkt Konsultacyjny, Strych.

## Ważniejsze wydarzenia
- 1981 – Konstrukcja w Procesie, Łódź
- 1981 – Urodziny w Łaźni Miejskiej, Warszawa
- 1983 – Pielgrzymka artystyczna, Łódź
- 1984 – Kolęda artystyczna Bez Hasła, Koszalin
- 1983, 1984, 1985 – Nieme Kino, Łódź
- 1989 – Wystawa Lochy Manhattanu, Łódź